# Gliese 581
Gliese 581 är en stjärna av sorten röd dvärg cirka 20 ljusår från Solen, med ungefär en tredjedel så stor massa som denna. Den ligger i stjärnbilden Vågen (Libra på latin). I omloppsbana runt Gliese 581 finns planeten Gliese 581 b, en planet av Neptunus storlek, och Gliese 581 c, en relativt nyupptäckt planet som eventuellt kan ha vatten och hysa liv. Uppgift finns även om förekomst av en planet Gliese 581 d.
Den 21 april 2009 upptäcktes en fjärde planet i systemet, Gliese 581 e. Denna planet har en minsta massa på 1,7 jordmassor.
I slutet av september 2010 upptäcktes ytterligare två planeter, Gliese 581 g och Gliese 581 f. Gliese 581 g är då den första planeten som upptäckts i den beboeliga zonen. Planetens rotation är också synkroniserad på så sätt att den visar samma sida mot stjärnan hela tiden.
Den 27 november 2012 meddelade ESA att man hittat en fragmentskiva i omlopp runt Gliese 581 med minst tio gånger fler kometer än solsystemet.

En bild på Gliese 581:s solsystem.

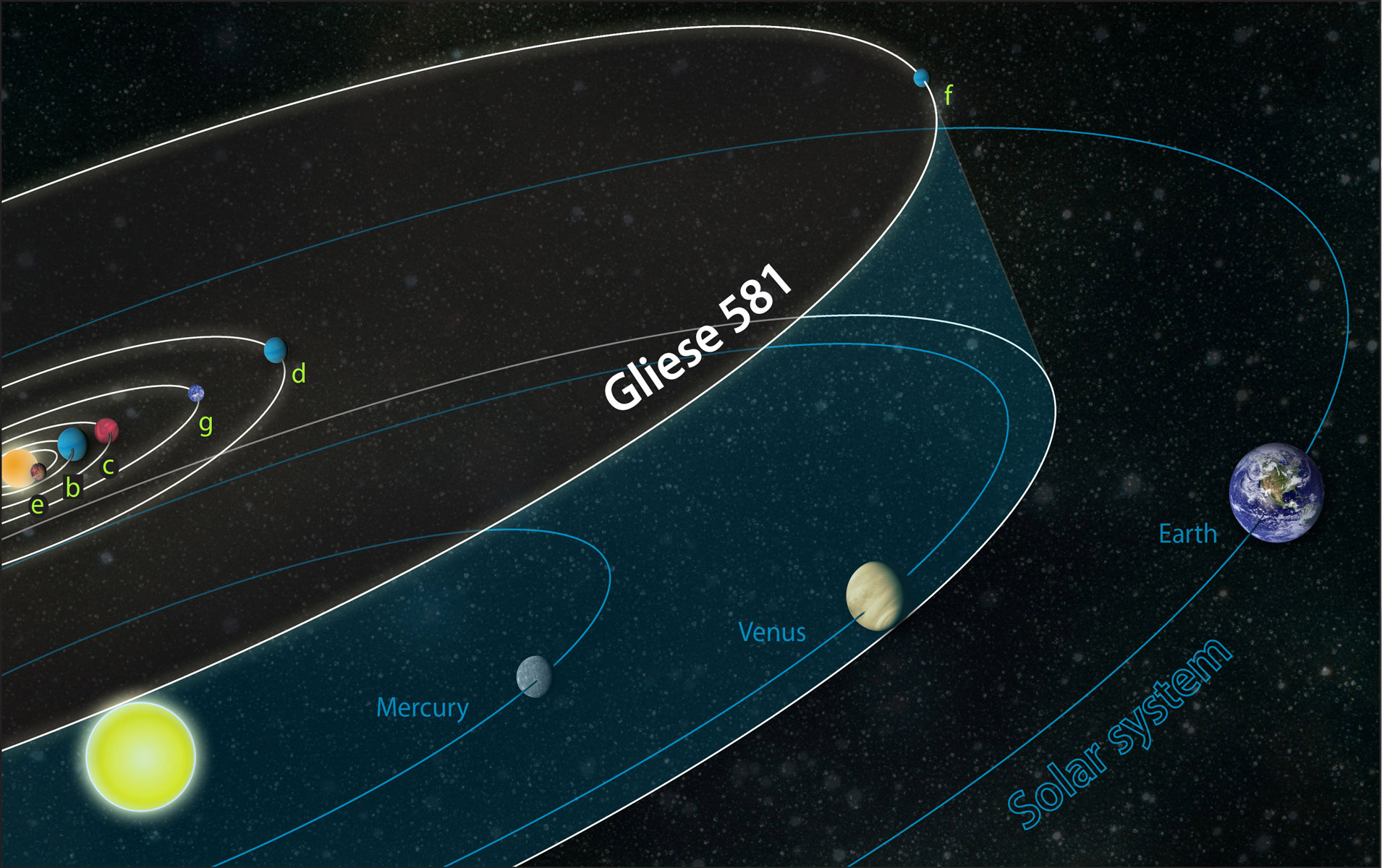
En jämförelse mellan Gliese 581-systemet och vårt solsystem.